# Tough Turf
Tough Turf (タフターフ?) è un videogioco arcade del 1989 sviluppato da Sunsoft.

## Modalità di gioco
Tough Turf è un picchiaduro a scorrimento dal gameplay simile a Double Dragon.